# ドージェ
ドージェ（伊: Doge）は、イタリア語で国家元首を指す言葉のひとつで、ヴェネツィアの元首をはじめジェノヴァ、ピサなどの海洋共和国の元首のこと。総督、統領と訳されることもある。

## 語源
「ドージェ」の語源はラテン語: dux（ドゥクス） で、イタリア語: duca（公）やイタリア語: duce（ドゥーチェ）と同じ語源である。
また、ドージェの妻は「ドガレッサ」（伊: Dogaressa）と呼ばれる。

## 概要

### 選出
初期のヴェネツィア共和国では、ドージェの選任方法は明確には定められておらず、有力な家門から選出するという慣例があるのみであった。それ故に、初期のヴェネツィアではドージェが自身の血縁者に後を継がせようとする傾向が強かった。そこで、ドージェが世襲制となることで共和制が崩壊することへの危機感から、ドージェが後継者を指名することを禁じる法律が制定された。1172年には、ドージェは40人の委員による選挙により決められることとなった。この委員は大評議会から選ばれた4人により選任され、この大評議会は12人の委員会が毎年任命する。1229年に支持が20対20となり決着しなかったため、これ以後、委員の数は41とされた。
1268年に制定された選挙方法では、まず30人の委員がくじにより大評議会から選ばれる。この30人はさらにくじで9人に絞られ、この9人が40人を選び、そしてその40人はくじで12人に減らされ、その12人が25人の委員を選ぶ。その25人はくじで9人となり、この9人が45人を定める。45人は11人に絞られ、この11人が、実際にドージェを決める41人を選任するのである。この複雑な制度のために、有力家門といえどもドージェの位を自由にすることは難しくなった。この制度は1797年の共和国滅亡まで維持された。
ジェノヴァ共和国ではドージェは普通選挙で選ばれたが、1528年の改革でプレブスの投票権が剥奪された。

## ギャラリー
ヴェネツィア共和国のドージェ
ヴェネツィア共和国のドージェは、ドージェだけが着用を許されたコルノ・ドゥカーレ（Corno ducale）と呼ばれる、後部に角状の突起が付いた独特の帽子をかぶる。

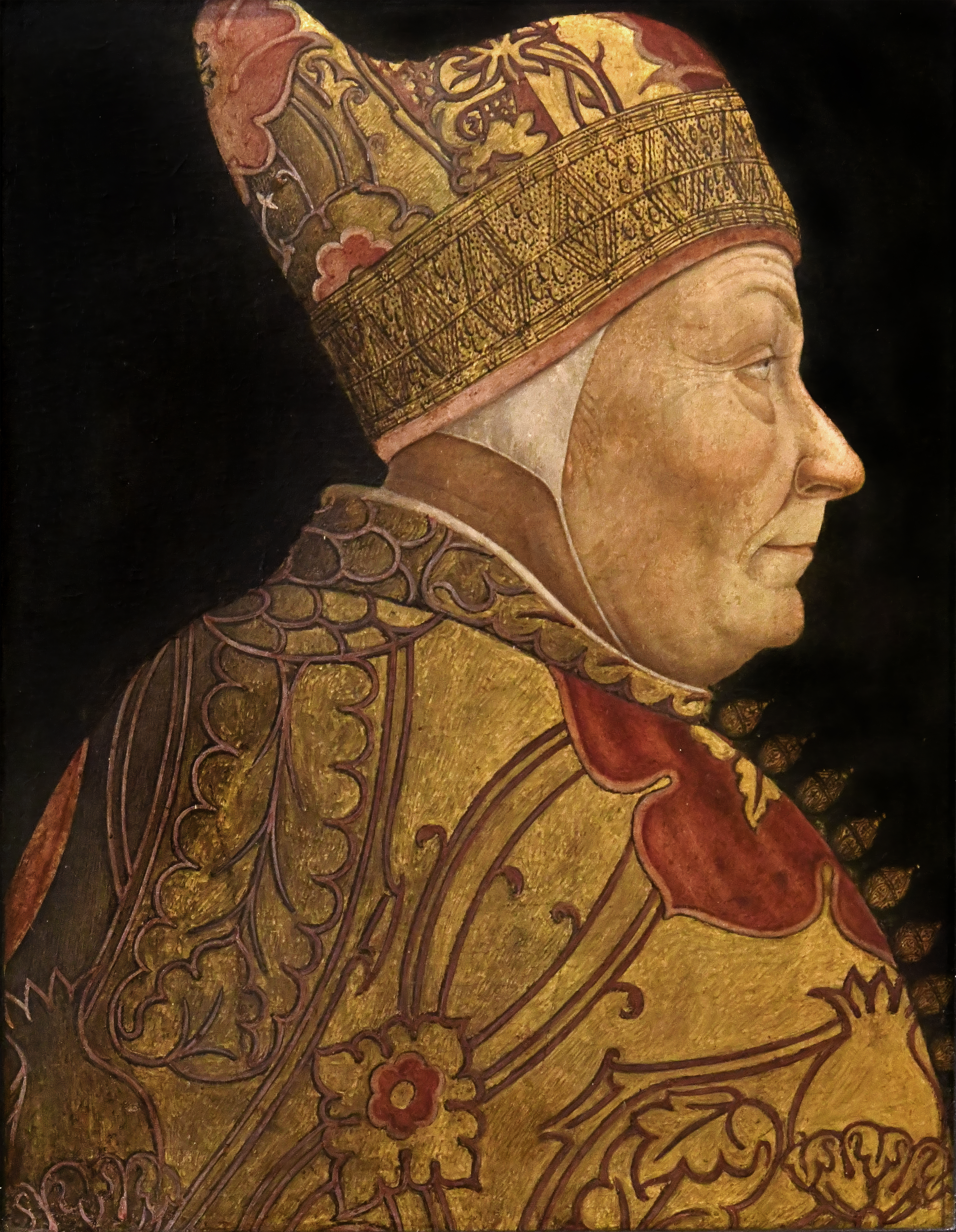
フランチェスコ・フォスカリ（在任：1423年 - 1457年）
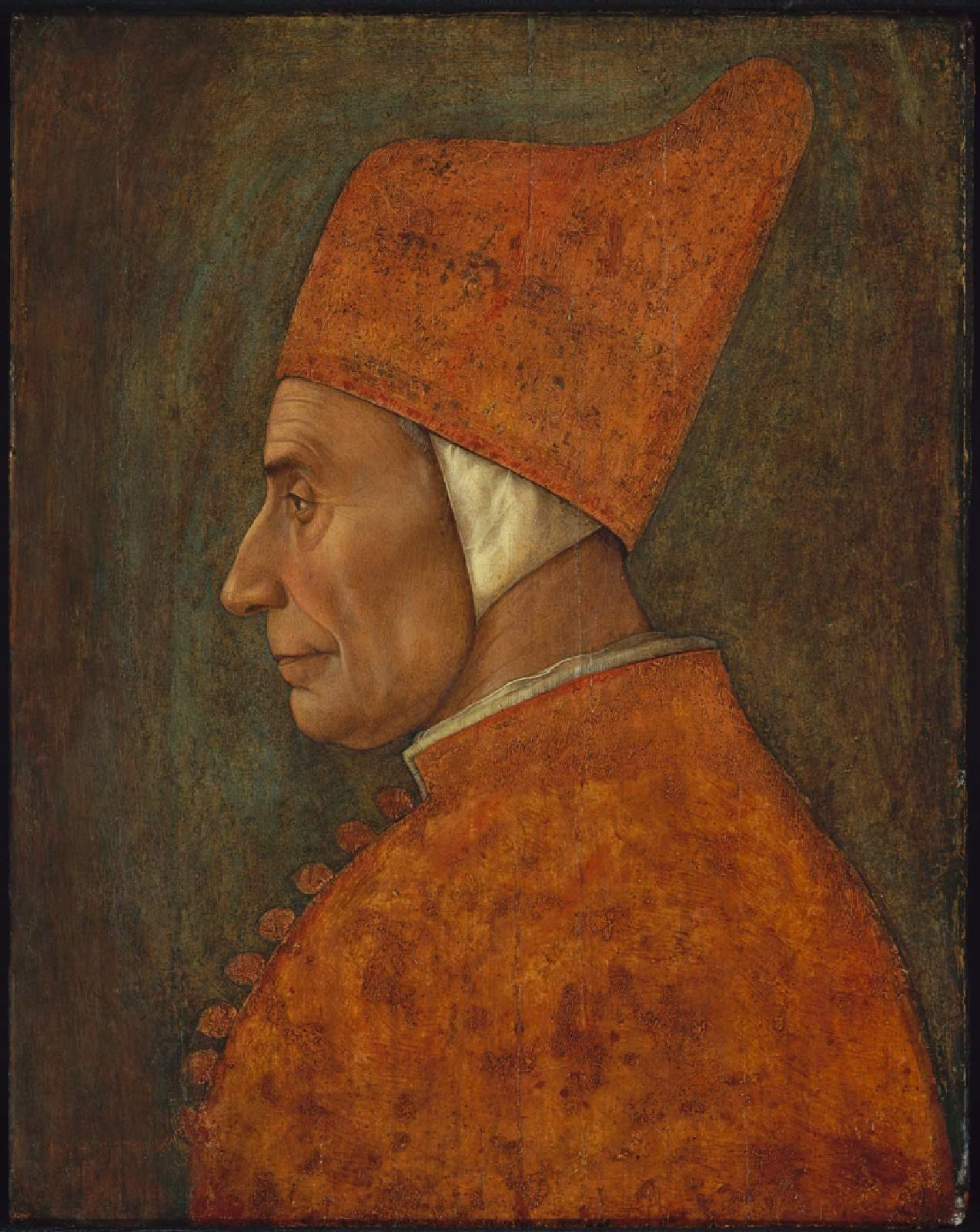
パスクアーレ・マリピエロ（在任：1457年 - 1462年）
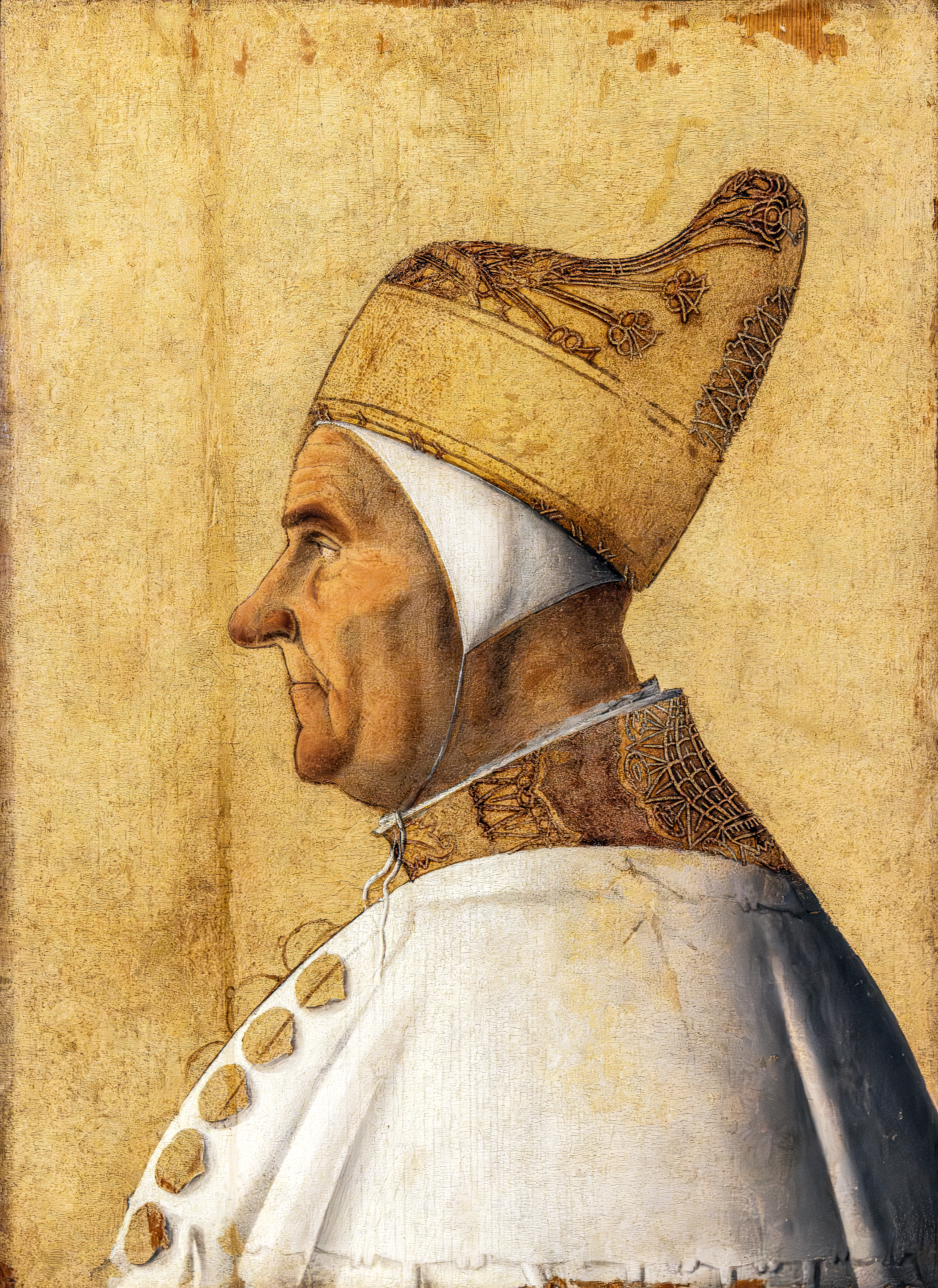
ジョヴァンニ・モチェニーゴ（在任：1478年 - 1485年）
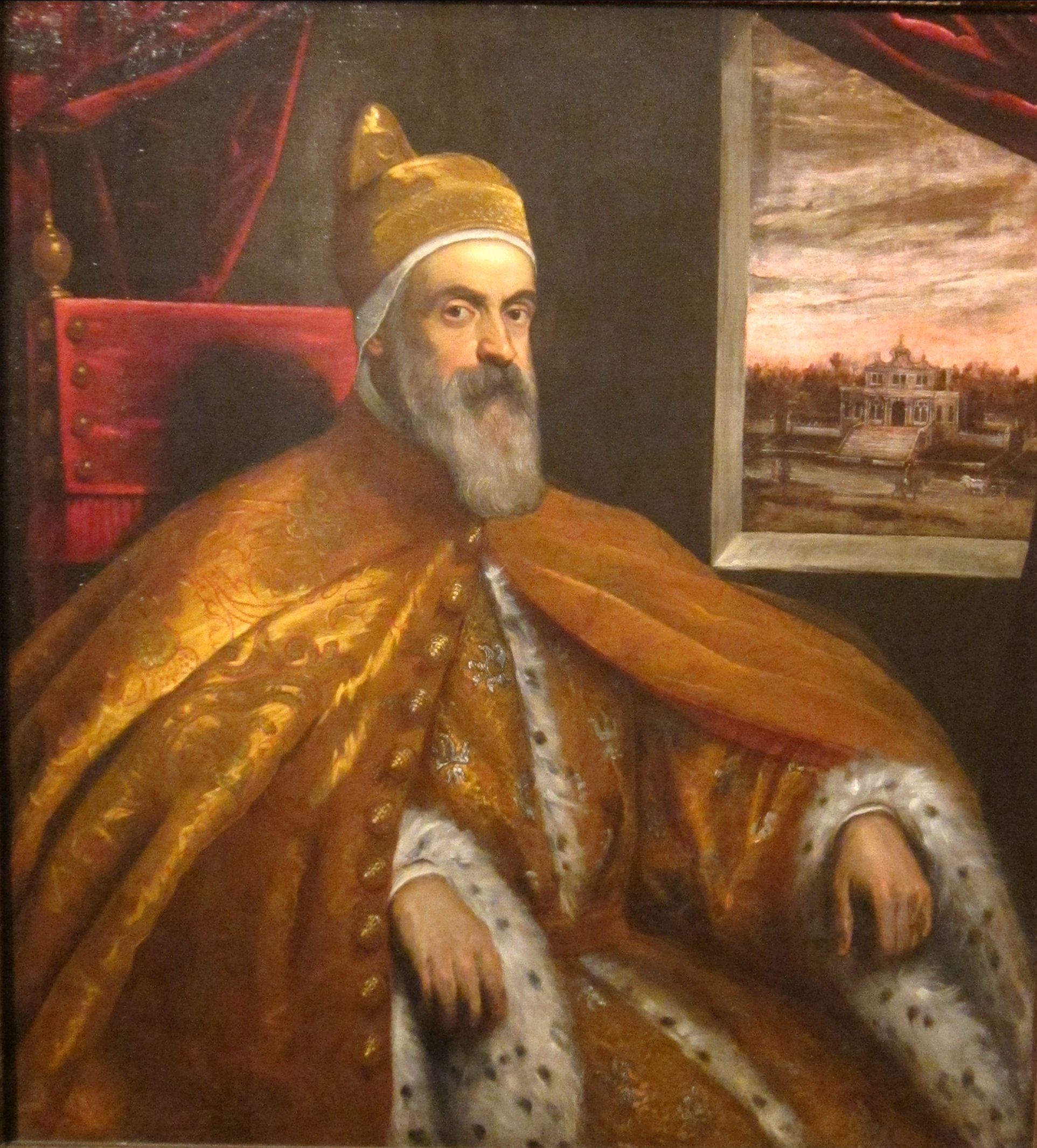
マリーノ・グリマーニ（在任：1595年 - 1605年）

ジェノヴァ共和国のドージェ

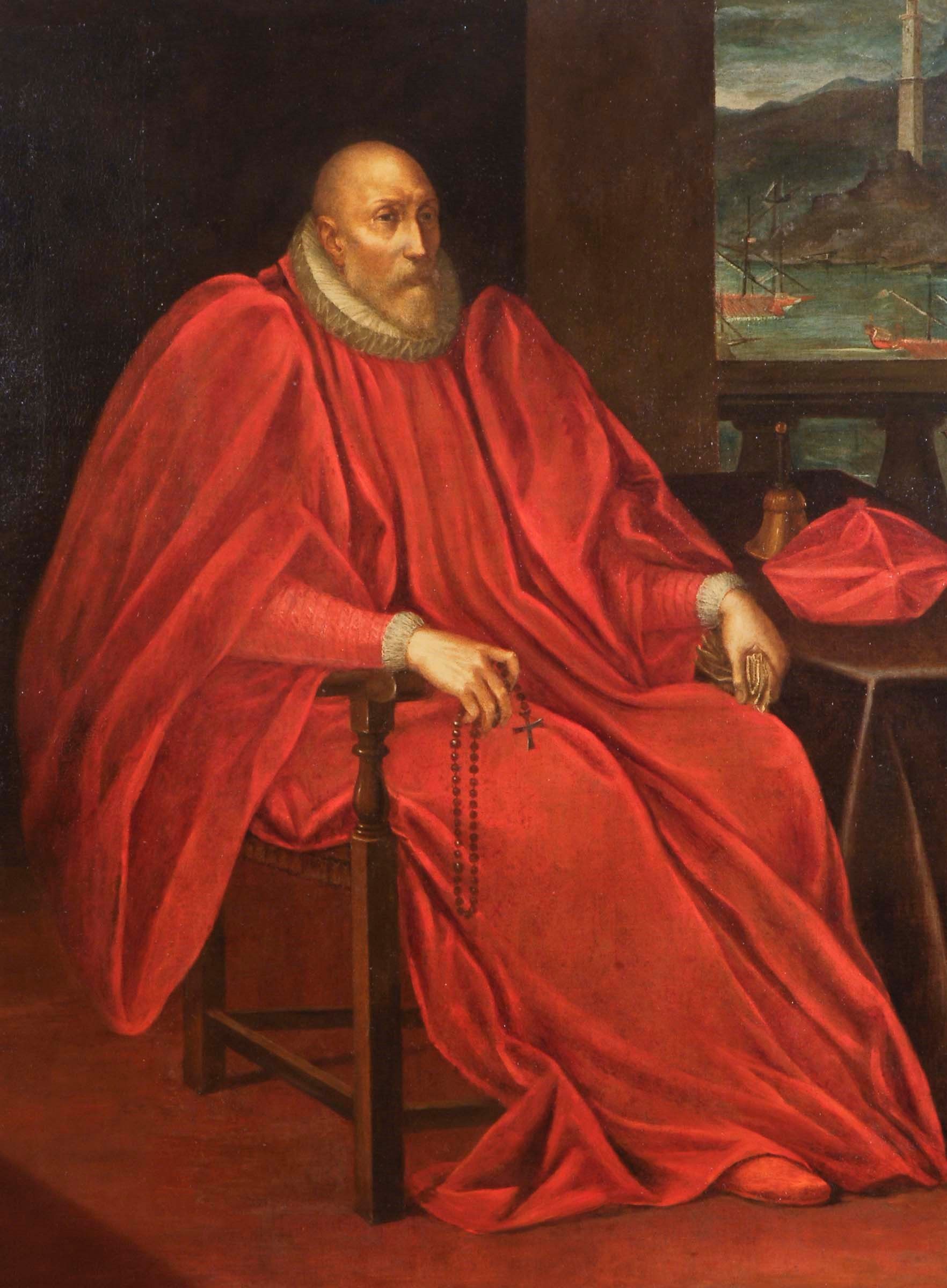
シモーネ・スピノラ（在任：1567年 - 1569年）
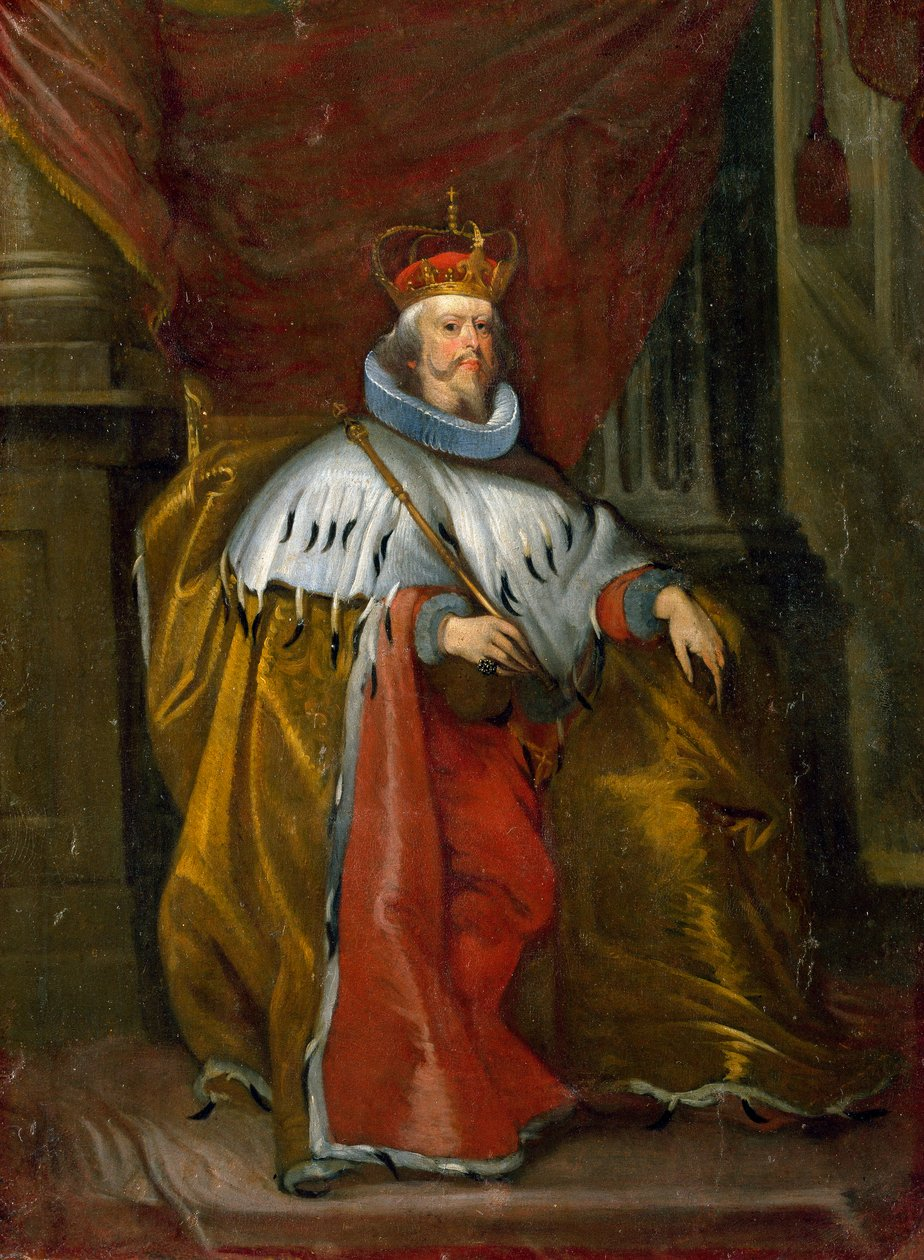
ルカ・ジュスティニアーニ（在任：1644年 - 1646年）
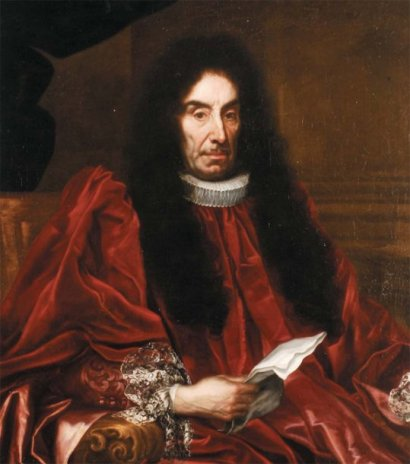
ルカ・スピノラ（在任：1687年 - 1689年）
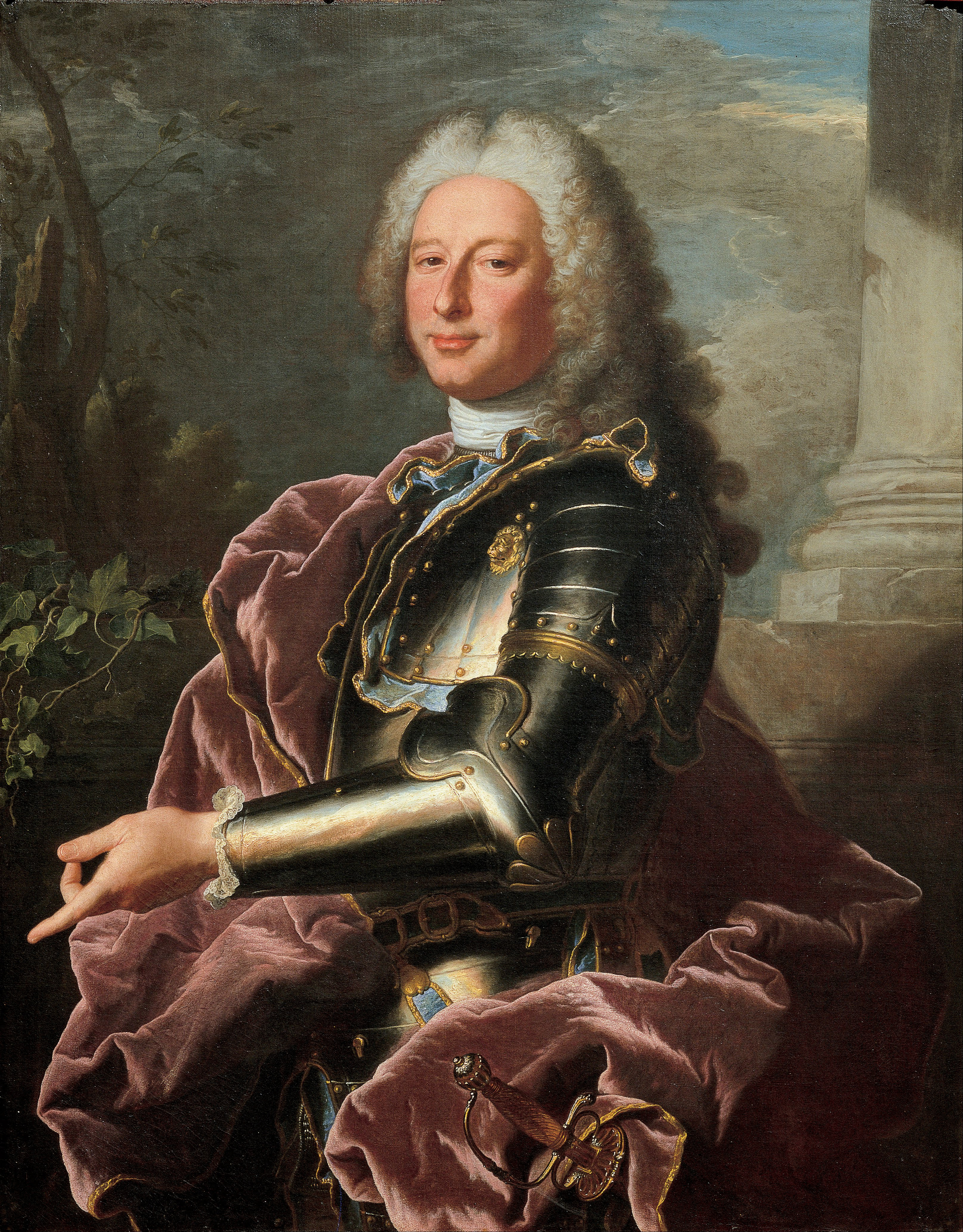
ジョヴァンニ・フランチェスコ2世・ブリニョル・サレ（在任：1746年 - 1748年）